# 1635 w literaturze
Wydarzenia literackie w 1635 roku.

## Nowe książki
- polskie
- zagraniczne
  - Pedro Calderón de la Barca – Życie snem
  - Lucrezia Marinella – L'Enrico